# Chika Kobayashi
Chika Kobayashi (小林 千佳?; Nagano, 3 luglio 1998) è una fondista giapponese.

## Biografia
Chika Kobayashi, originaria di Iiyama e attiva dal dicembre del 2014, ha esordito in Coppa del Mondo l'8 dicembre 2018 a Beitostølen in una 15 km (58ª), ai Giochi olimpici invernali a Pechino 2022, dove si è classificata 54ª nella 10 km, 55ª nella 30 km, 50ª nello skiathlon e 11ª nella staffetta, e ai Campionati mondiali a Trondheim 2025, dove si è piazzata 32ª nella 10 km, 37ª nello skiathlon e 10ª nella staffetta.

## Palmarès

### Coppa del Mondo
- Miglior piazzamento in classifica generale: 126ª nel 2024